# باولو (لاعب كرة قدم أنغولي)
باولو هو لاعب كرة قدم أنغولي في مركز الدفاع، ولد في 26 مايو 1966 في لواندا في أنغولا. لعب مع ناسيونال ماديرا.

## وصلات خارجية
- باولو (لاعب كرة قدم أنغولي) على موقع قاعدة بيانات كرة القدم.إي يو (الإنجليزية)
- باولو (لاعب كرة قدم أنغولي) على موقع ناشيونال فوتبول تيمز (الإنجليزية)
- باولو (لاعب كرة قدم أنغولي) على موقع عالم كرة القدم.نت (الإنجليزية)